# Machaerocrates tunicata
Machaerocrates tunicata är en fjärilsart som beskrevs av Edward Meyrick 1931. Machaerocrates tunicata ingår i släktet Machaerocrates och familjen signalmalar. Inga underarter finns listade i Catalogue of Life.